# Marie Marchand-Arvier
Marie Marchand-Arvier född 8 april 1985 i Laxou är en fransk före detta alpin skidåkare.
Marchand-Arvier debuterade i världscupen 14 januari 2004 i super-G i Cortina d'Ampezzo. Året efter tog hon sina första världscuppoäng i störtloppet i Cortina d'Ampezzo. Säsongen 2006/2007 tog hon sin första pallplats då hon blev 3:a i störtlopp. Även denna gång i Cortina d'Ampezzo.
Hon representerade Frankrike vid OS i Turin 2006 där hon blev 15:e i störtlopp, 25 i super-G och 18 i kombinationen. Vid VM 2007 i Åre blev hon elva i störtlopp och 18:e i super-G. Karriärens största höjdpunkt kom på hemmaplan vid VM 2009 i Val d'Isere då hon blev 2:a i Super-G endast slagen av Lindsey Vonn.